# Urban (ime)
Urban je moško osebno ime.

## Različice imena
- moška oblika imena: Urbi, Orban, Vrban
- ženska oblika imena: Urbanja

## Izvor imena
Ime Urban izhaja iz latinskega imena Urbanus, to pa se povezuje z latinsko besedo urbanus, ki ima več  pomenov »mestni, meščan, uglajen, olikan, duhovit«.

## Pogostost imena
Po podatkih Statističnega urada RS je bilo v Sloveniji na dan 31. decembra 2007 2.371 oseb, ki so imele to ime. Med vsemi moškimi imeni je ime Urban po pogostosti uporabe uvrščeno na 98 mesto.

## God (osebni praznik)
Po koledarju Urban praznuje god:
- 29. julija, Urban II., papež, † 1099
- 19. decembra, Urban V., papež, † 1378

Najbolj znan pa je »majski« Urban, ki praznuje god 25. maja in velja za zavetnika vinogradov.

## Znane osebe
Urban Golob, Urban Koder

## Izpeljanke priimkov
Iz imena Urban so nastali tudi priimki: Urban, Urbanč, Urbanc, Urbancl, Urbančič, Urbanija, Urbanja, Orban, Obran. Po zapisu V -- namesto U -- pa še Verban, Verbančič, Verbanič, Vrbančič in Vrban.

## Zanimivost
- V Rimu je bil Urbanus prvotno vzdevek za meščana, podobno kot je bil Rusticus vzdevek za kmeta, podeželana.